# Marwa Elselehdar
Marwa Elselehdar, a veces escrito El-Selehdar, es un marina egipcia, la primera capitana de barco de Egipto. Se graduó de la Academia Árabe de Ciencia, Tecnología y Transporte Marítimo en 2013, siendo la primera mujer graduada del Departamento de Transporte Marítimo y Tecnología, y en abril de 2021 tiene el rango de primera oficial en el Aida IV.

## Biografía
Nació en Egipto en 1991/1992 y tiene un hermano. Tanto ella como su hermano se matricularon en la Academia Árabe de Ciencia, Tecnología y Transporte Marítimo (AASTMT), ella en el Departamento de Transporte y Logística Internacional y él en el Departamento de Transporte Marítimo y Tecnología (DMTT), que en ese momento solo aceptaba hombres. Más tarde ella se postuló al DMTT de todos modos, y después de una reclamación legal y revisión por parte de Hosni Mubarak se le permitió unirse, convirtiéndose así en la única mujer entre 1200 estudiantes. Se enfrentó al sexismo a lo largo de sus estudios, pero consiguió graduarse en 2013, ascendiendo posteriormente al rango de Primera Oficial.
Se convirtió en la primera capitana de barco de Egipto cuando capitaneó el primer barco a través del ampliado Canal de Suez en 2015, el MV Aida IV; fue la capitana egipcia más joven y la primera en hacerlo. Abdel Fattah el-Sisi la honró en 2017 durante las celebraciones del Día Internacional de la Mujer en Egipto en 2017. Su examen final para alcanzar el rango de Capitán tendrá lugar en mayo de 2021.
También tiene una Maestría en Administración de Empresas de la Universidad de Cardiff.

## Rumores en torno al Ever Given
Cuando el buque Ever Given causó un bloqueo del canal de Suez en 2021, algún medio de prensa árabe y las redes sociales propagaron rumores de que ella era la capitana y la responsable del incidente. Sin embargo, esas afirmaciones eran falsas ya que, en el momento del incidente, Elselehdar era la primera oficial del Aida IV, que estaba a cientos de millas de distancia, en Alejandría. Aida IV es un buque de la autoridad de seguridad marítima egipcia que realiza misiones de suministro a un faro del Mar Rojo y para la formación de cadetes en AASTMT.